# Секирино (Спешнево-Ивановский сельсовет)
Секирино — деревня Спешнево-Ивановского сельсовета Данковского района Липецкой области.

## География
Секирино находится на левом берегу реки Вязовня. На противоположном берегу расположено село Барятино. В деревне имеется одна улица — Речная (проходит вдоль реки), также через Секирино проходит автодорога 42К-122.

## Население
| 2010 |
| ---- |
| 33   |